# Commission Justice et Paix

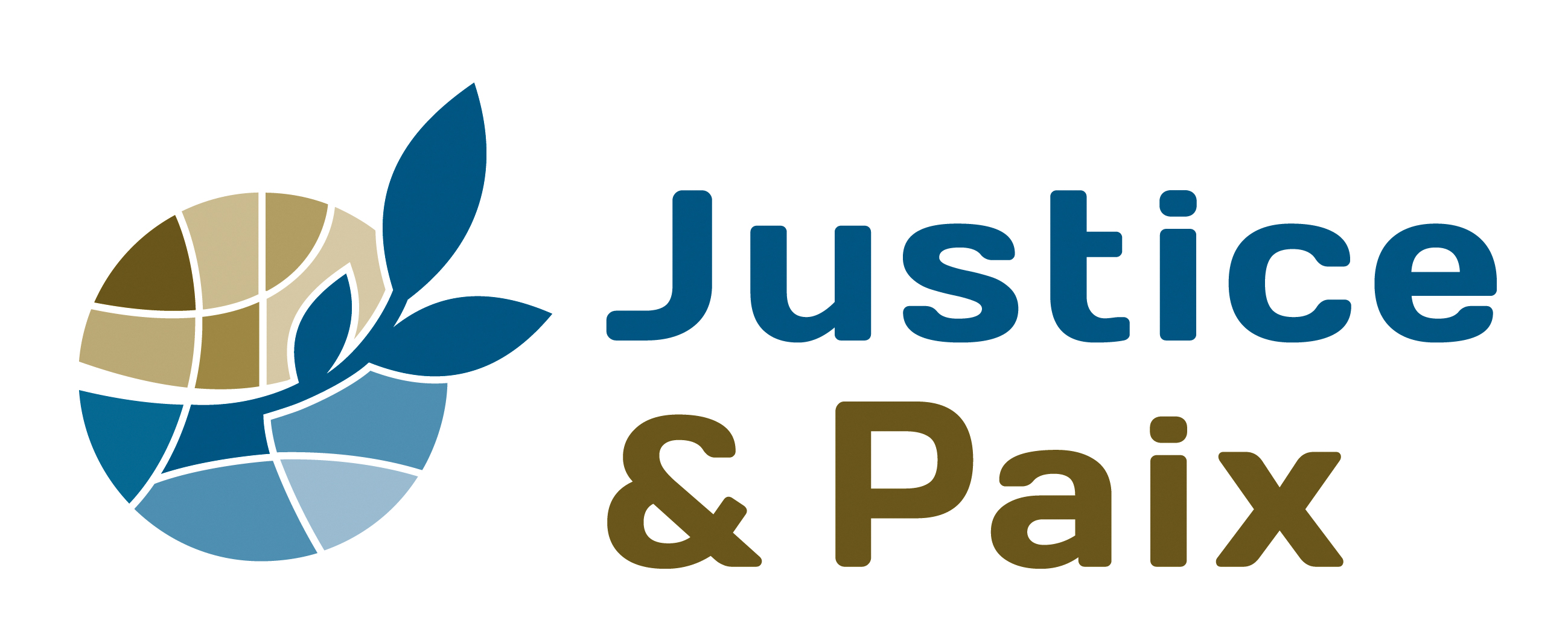
Logo de la Commission Justice et Paix

La Commission Justice et Paix (CJP) est une organisation non gouvernementale et une association sans but lucratif belge basée à Bruxelles.
Elle concentre son action sur la promotion des droits humains et de la justice, en tant que facteurs de paix et de développement durable, notamment en Afrique centrale, en Amérique latine et en Belgique.
Justice et Paix est active dans la prévention des conflits et la construction de la paix, par le biais de l’éducation permanente et le plaidoyer politique. 

## Historique
À la suite du Concile Vatican II de 1967, le pape Paul VI crée la Commission pontificale Justitia et Pax. Chargées d’inciter la communauté catholique à promouvoir l’essor des régions pauvres et la justice sociale, de multiples commissions locales et nationales se sont constituées à travers le monde.
Présidée par un laïc, la commission belge s’est créée dès 1967. Dès lors, la Commission touche un public large et dispose d’une assise populaire importante. La Commission Justice et Paix dispose aujourd’hui de nombreux relais régionaux et internationaux, notamment en Europe, en Afrique et en Amérique latine.
Justice et Paix est reconnue depuis le 1er juillet 1982 par la Communauté française (FWB) comme association d’éducation permanente et depuis le 25 novembre 1997 comme ONG d’éducation au développement par la Direction générale de la coopération au développement et aide humanitaire belge, intégrée au sein du ministère des Affaires étrangères (DGD).

## Actions et investissements
L’objectif de Justice et Paix est de conscientiser différents publics, dont les citoyens, les décideurs politiques, les enseignants/formateurs ainsi que d’organisations de la société civile.
L’organisation souhaite responsabiliser un public large par le biais de différentes publications (dont des analyses et études, ainsi que son périodique "Pour Parler de Paix"). Elle garantit également une présence médiatique pour diffuser ses positions.[réf. nécessaire]
Des animations formations sont organisées dans le cadre de l’éducation permanente, fournissant des outils pédagogiques pour permettre à chacun d’approfondir des questions de justice et de citoyenneté.  
Enfin, des actions de plaidoyer sont adressées aux décideurs politiques afin de susciter des réactions, rencontres, ou même projets de loi. Ces actions se différencient du lobbying économique, en ce sens qu’elles ne se revendiquent d’aucun intérêt financier ou corporatiste.

## Partenaires
Justice et Paix Belgique fait partie d’un vaste réseau européen et international.
Sans lien hiérarchique entre les différents organes internationaux de Justice et Paix, la commission Justice et Paix belge travaille davantage avec le réseau européen et les plateformes du Burundi et de la République démocratique du Congo. Ces différents partenariats garantissent un partage d’information rapide et efficace dans des zones de conflits ou d’instabilité.  
De fortes collaborations sont également en place avec les ONG BePax (anciennement Pax Christi) et Magma, ainsi qu’au sein de nombreux réseaux de la société civile (CNCD, CNAPD, RBRN,…),,,.